# Concerviano
Concerviano település Olaszországban, Lazio régióban, Rieti megyében. Lakosainak száma 282 fő (2023. január 1.). Concerviano Longone Sabino, Petrella Salto, Rieti, Rocca Sinibalda és Varco Sabino községekkel határos.

## Népesség
A település lakossága az elmúlt években az alábbi módon változott:
| Lakosok száma | 288  | 277  | 282  |
|               | 2017 | 2018 | 2023 |